# Agabus mackenziensis
Agabus mackenziensis är en skalbaggsart som beskrevs av Helen K. Larson 1991. Agabus mackenziensis ingår i släktet Agabus och familjen dykare. Inga underarter finns listade i Catalogue of Life.